# Морганфилд (Кентаки)
Морганфилд (енгл. Morganfield) град је у америчкој савезној држави Кентаки.

## Демографија
По попису из 2010. године број становника је 3.285, што је 209 (-6,0%) становника мање него 2000. године.
| Група             | 2000.         | 2010.         |
| Белци             | 2.858 (81,8%) | 2.628 (80,0%) |
| Афроамериканци    | 567 (16,2%)   | 530 (16,1%)   |
| Азијати           | 6 (0,2%)      | 13 (0,4%)     |
| Хиспаноамериканци | 30 (0,9%)     | 60 (1,8%)     |
| Укупно            | 3.494         | 3.285         |